# Frostpunk: Настільна гра
Frostpunk: Настільна гра (англ. Frostpunk: The Board Game) — кооперативна настільна гра у жанрі стратегії та виживання, розроблена Адамом Квапінським і видана студією Glass Cannon Unplugged у 2022 році. Гра базується на однойменній відеогрі 2018 року від 11 bit studios, яка здобула номінацію на премію BAFTA. Розрахована на 1–4 гравців віком від 16 років, партія триває 120–150 хвилин. Гра вирізняється складною механікою, мрачною атмосферою та високою реграбельністю, отримавши численні нагороди, зокрема перемогу на UK Games Expo 2023 (Народний вибір) і Gra Roku 2023 (Найкраща тематична гра).

## Історія створення
«Frostpunk: Настільна гра» створена на основі відеогри Frostpunk, розробленої 11 bit studios, яка поєднує елементи стратегії, виживання та містобудування в постапокаліптичному світі альтернативної вікторіанської епохи. Проєкт профінансовано через Kickstarter, де кампанія зібрала майже 2,5 мільйона доларів, ставши одним із найуспішніших кросоверів відеоігор і настільних ігор 2020 року. 
Розробкою займалася студія Glass Cannon Unplugged, створена ветеранами індустрії, зокрема Якубом Вісневським, який раніше працював над настільною адаптацією This War of Mine. На відміну від попереднього проєкту, який критикували за надмірне копіювання відеогри, «Frostpunk» створювався як «локалізація», адаптуючи механіки відеогри до настільного формату. Демоверсію гри було викладено в Tabletop Simulator, що дозволило гравцям протестувати її перед замовленням.

## Мета гри
Гравці виступають у ролі радників останнього міста на Землі, яке виживає в умовах крижаної бурі в альтернативному XIX столітті. Їхня мета — керувати ресурсами, інфраструктурою та громадянами, щоб забезпечити виживання колонії до завершення сценарію. Гравці повинні підтримувати тепло генератора, добувати ресурси, будувати укриття, видавати закони та вирішувати моральні дилеми, балансуючи між виживанням і гуманністю.

## Правила гри

### Підготовка
Гра розгортається на модульній гексагональній дошці, у центрі якої розташований генератор — башта для кидання кубиків вугілля. Навколо нього розміщені гексагони, що представляють засніжену пустку, де гравці добувають ресурси та будують споруди. Додатково є численні допоміжні дошки для відстеження погоди, здоров’я громадян, рівня надії та незадоволення, а також колоди карт подій, законів і громадян. Підготовка займає 1–2 години через велику кількість компонентів.

### Хід гри
Гра складається з 15 раундів, кожен із яких поділений на дев’ять фаз:
1. Ранок: Тягнеться карта події, яка зазвичай пропонує складний вибір.
2. Перевірка генератора: Гравці додають вугілля до генератора, щоб підтримувати тепло. Надлишок вугілля може призвести до перевантаження та вибуху.
3. Погода: Температура знижується, впливаючи на потребу в теплі.
4. Полювання та розвідка: Гравці відправляють розвідників для дослідження чи добування ресурсів.
5. Дії: Гравці використовують міплів (робітників, інженерів, дітей) для активації будівель, збору ресурсів, будівництва чи ухвалення законів. Дії в холодних зонах призводять до хвороб.
6. Сутінки: Тягнеться карта наслідків попередніх рішень.
7. Годування: Громадян потрібно годувати, інакше зростає незадоволення.
8. Ніч: Усі міпли повинні бути в опалюваних укриттях, інакше хворіють.
9. Завершення раунду: Оновлюються трекери, і починається новий раунд.

Гравці виграють, виконавши цілі сценарію, або програють через втрату надії, смерть громадян, голод, вибух генератора чи соціальне незадоволення.

### Особливості
Гра використовує механіку розміщення робітників, менеджменту ресурсів і карт. Громадяни мають унікальні здібності, а закони та технології додають варіативності завдяки випадковому вибору. Кожен вибір має наслідки, часто морально сірі, наприклад, дозволити дитячу працю чи пожертвувати кількома громадянами заради виживання. Генератор як центральний елемент додає фізичну взаємодію, але його розміри можуть заважати грі.

## Тематика та атмосфера
«Frostpunk» відтворює похмуру атмосферу відеогри, занурюючи гравців у боротьбу за виживання в крижаному світі. Кожен компонент і дія логічно пов’язані з темою: добування деревини для укриттів, підтримка тепла для запобігання хворобам, вибір між короткостроковою вигодою та довгостроковими наслідками. Гра піднімає етичні питання, змушуючи гравців вирішувати, чи ставитися до громадян як до ресурсу, чи зберігати гуманність. Мрачна тематика, включно зі згадками про дитячу працю чи канібалізм, може бути емоційно важкою.

## Складність і реграбельність
Гра має високу складність (4.37/5 за рейтингом BoardGameGeek), вимагаючи стратегічного планування та врахування численних факторів. Поразки частіші за перемоги, але кожна партія пропонує унікальний досвід завдяки різним сценаріям, випадковим законам і подіям. Реграбельність посилюється трьома рівнями складності та додатковими сценаріями в розширеннях, таких як Frostlanders.

## Критика
Критики високо оцінили тематичність і точну адаптацію відеогри, відзначаючи захоплюючий геймплей і якісний дизайн. Проте деякі відгуки вказують на надмірну складність, тривалий час підготовки (1–2 години) і потребу у великій ігровій площі через численні компоненти та дошки. Окремі гравці вважають, що гра занадто сувора, що може відштовхнути тих, хто шукає легший досвід. Водночас чіткий посібник із правилами отримав похвалу за ясність.

## Нагороди
- 2023 UK Games Expo: Переможець у категорії «Найкраща стратегічна гра» (Народний вибір)[1]
- 2023 Gra Roku: Переможець у категорії «Найкраща тематична гра»[1]
- Номінації: Golden Geek 2022 (Найкраща тематична гра, Найкраща кооперативна гра, Найкраща соло-гра), Gra Roku 2023 (Експертна гра року)[1]